# Monrad Charles Wallgren

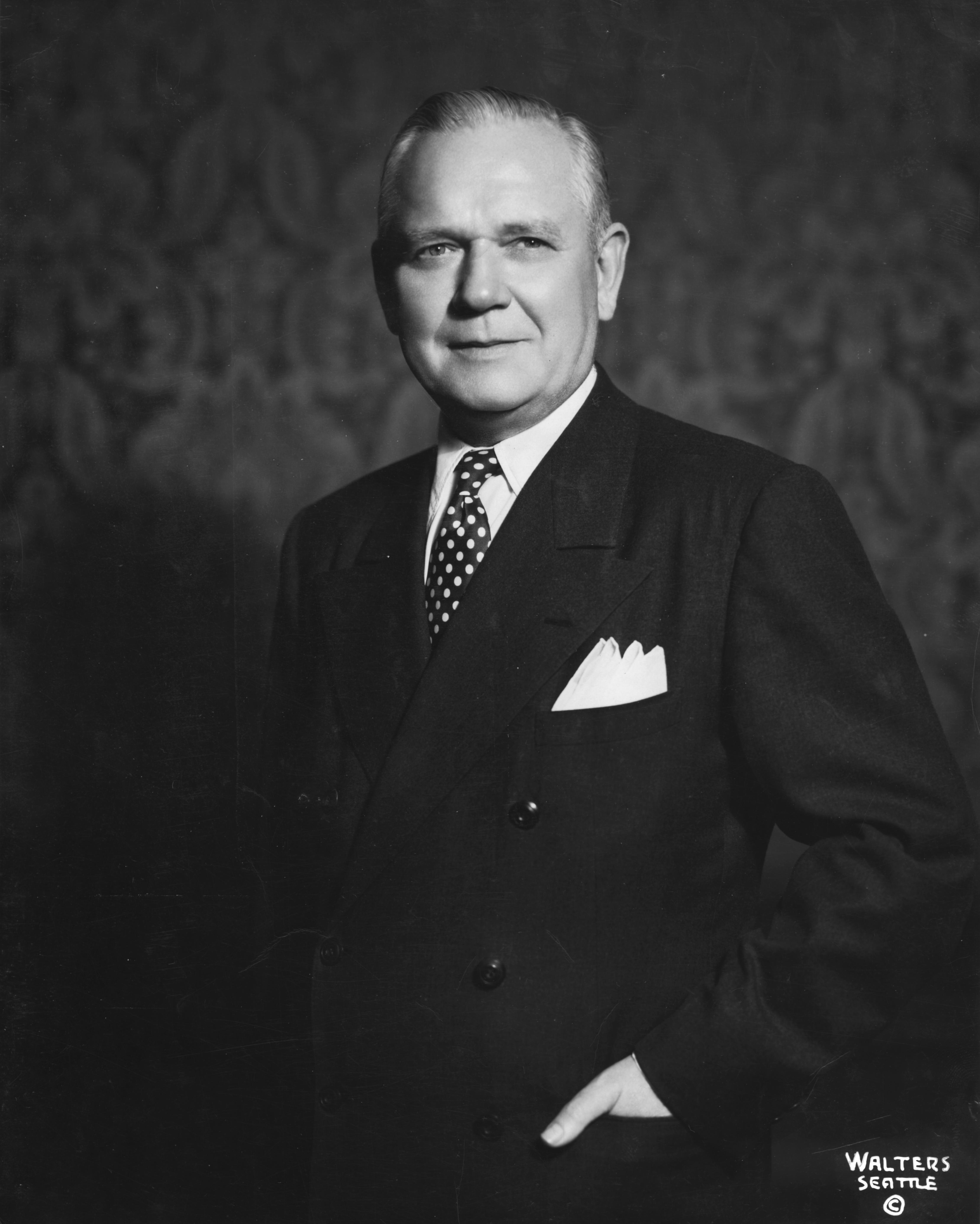
Monrad Charles Wallgren

Monrad Charles Wallgren (* 17. April 1891 in Des Moines, Iowa; † 18. September 1961 in Olympia, Washington) war ein US-amerikanischer Politiker. Er war von 1945 bis 1949 Gouverneur von Washington und vertrat diesen Bundesstaat in beiden Kammern des Kongresses.

## Biografie

### Frühes Leben
Monrad Wallgren, Sohn schwedischer Einwanderer, wuchs ab 1894 in Galveston (Texas) auf; allerdings war seine Familie nach dem Galveston-Hurrikan des Jahres 1900 gezwungen, nach Seattle (Washington) umzusiedeln.  Nach dem Besuch des College in Everett machte Wallgren 1914 seinen Abschluss zum Optiker an der Washington State School of Optometry in Spokane. 1915 eröffnete er einen kleinen Laden, der sich auf den Verkauf von Schmuck und Brillen spezialisierte.
Im Jahr 1917 wurde Wallgren im Lauf des Ersten Weltkrieges verpflichtet, Dienst an der Waffe zu leisten und diente bis 1919 als Artillerist bei der Nationalgarde von Washington. Von 1921 bis 1922 wurde er zudem zum Adjutanten des 3. Bataillons ernannt.

### Politische Laufbahn
Nachdem Wallgren bis 1932 in der Privatwirtschaft Fuß gefasst hatte, kandidierte er im selben Jahr als Parteimitglied der Demokraten erfolgreich für einen Sitz im Repräsentantenhaus der Vereinigten Staaten. Wallgren, der sein Amt am 4. März 1933 antrat, wurde dreimal in Folge wiedergewählt und amtierte bis zu seinem freiwilligen Rücktritt am 19. Dezember 1940. Er war bereits am 5. November 1940 zum US-Senator gewählt worden und trat sein neues Mandat am 19. Dezember 1940 an. Nach fünf Jahren im Senat erfolgte 1945 der nächste Schritt auf der Karriereleiter, als er ab dem 13. Januar 1945 als Gouverneur von Washington amtierte. Sein Amt behielt Wallgren bis zum 10. Januar 1949.

### Späteres Leben und Tod
In den 1950er Jahren blieb Wallgren auch weiterhin politisch aktiv. So wurde er 1949 von US-Präsident Harry S. Truman zum Vorsitzenden des National Security Resources Board ernannt, einer militärischen Gruppierung zur Zeit des Kalten Krieges. Doch Harry P. Cain, republikanischer Senator von Washington, protestierte gegen diese Entscheidung, so dass Truman die Nominierung zurückzog. Stattdessen wurde Wallgren zum Vorsitzenden der Federal Power Commission ernannt und blieb dies von 1951 bis 1952.
Im Jahr 1952 zog sich Wallgren von der politischen Bühne ins Privatleben zurück. Er förderte den Anbau von Zitrusfrüchten im kalifornischen Coachella Valley und den Uranabbau in Twentynine Palms (Kalifornien).
Im September 1961 kam Wallgren bei einem Verkehrsunfall ums Leben. Als er einem Autofahrer half, dessen Reifen zu wechseln, krachte ein weiteres Fahrzeug in die Unfallstelle und verletzte den Politiker tödlich. Wallgren war verheiratet, hatte jedoch mit seiner Frau Mabel keine Kinder. Er war zudem Mitglied zahlreicher Organisationen, wie der amerikanischen Legion, den Freimaurern und der Rotarier.